# الخويتم
الخويتم تصغير كلمة خاتم، وهي تجمع سكاني تابع قرى قبيلة بني ظبيان بسراة غامد، وتقع جنوب منطقة الباحة بما يقارب 8 كيلومتر، وهي من القرى التي تقع ضمن النطاق العمراني لمدينه الباحة.